# Жедик, Наталья Валерьевна
Наталья Валерьевна Жедик (родилась 11 июля 1988 года, Санкт-Петербург) — российская баскетболистка, выступающая за баскетбольный клуб «Надежда» и национальную команду России.

## Карьера

### Клубная
Дебютировала в чемпионате России за команду «Спартак (СПб)», в которой провела два сезона. Первый тренер — Татьяна Лемехова. В сезоне 2010/11 годов выступала за «Динамо (Москва)», с 2011 года до 2017 — игрок оренбургской «Надежды», с 2017 — игрок «Динамо» (Курск). Осенью 2020 года вернулась в «Надежду».

### Международная
Дебютировала в составе национальной сборной в 2009 году. Принимала участие в чемпионате мира 2010 года. В составе национальной сборной приняла участие в летней Олимпиаде 2012 года в Лондоне.

## Достижения

### Международные
Россия (мол.):
- Чемпион Европы: 2008

### Клубные
«Надежда» :
- Серебряный призёр чемпионата России: 2014, 2016
- Серебряный призёр Кубка России: 2011/12
- Бронзовый призёр чемпионата России: 2012, 2013, 2017
- Серебряный призёр Евролиги: 2016

### Индивидуальные
- Лучший нападающий «Финала Четырех» Кубка России: 2012